# La Lapa
La Lapa ist ein Dorf und eine Gemeinde (municipio) mit 293 Einwohnern (Stand: 2024) im Zentrum der spanischen Provinz Badajoz in der Autonomen Gemeinschaft Extremadura. 

## Lage
La Lapa liegt etwa 60 Kilometer südöstlich der Provinzhauptstadt Badajoz und etwa 45 Kilometer südsüdwestlich von Mérida in einer Höhe von ca. 470 m. Das Klima im Winter ist gemäßigt, im Sommer dagegen warm bis heiß; die eher geringen Niederschlagsmengen (ca. 444 mm/Jahr) fallen – mit Ausnahme der nahezu regenlosen Sommermonate – verteilt übers ganze Jahr.

## Bevölkerungsentwicklung
| Jahr      | 1970 | 1981 | 1991 | 2001 | 2011 | 2021 |
| Einwohner | 434  | 399  | 368  | 313  | 295  | 278  |

## Sehenswürdigkeiten
- Onuphriuskirche (Iglesia de San Onofre)

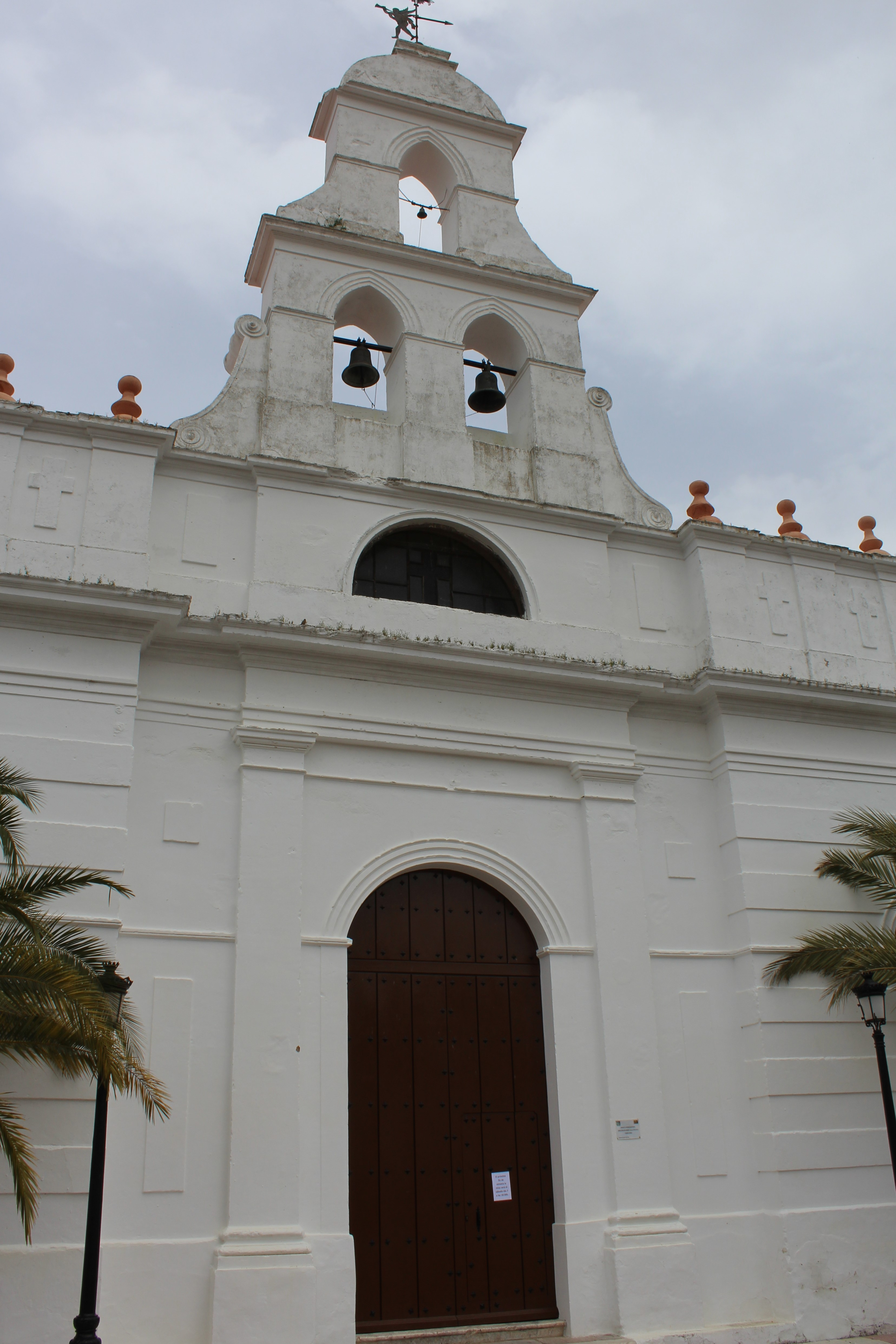
Onuphriuskirche
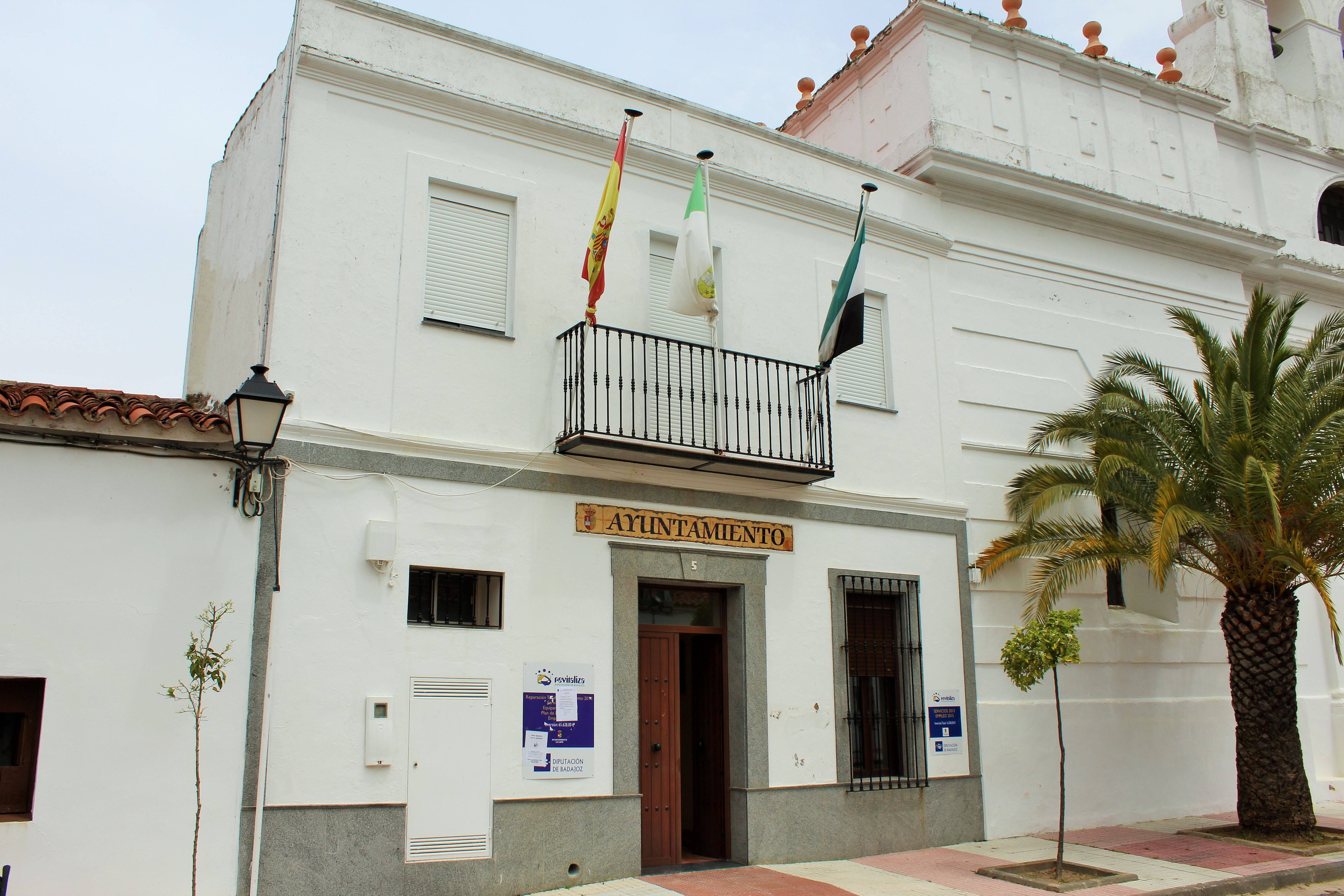
Rathaus